# Ari Nyman
Ari Kalevi Nyman (* 7. Februar 1984 in Turku) ist ein ehemaliger finnischer Fußballspieler.

## Karriere
Nyman begann seine Karriere im Jahr 2000 in seiner finnischen Heimat bei Inter Turku und wechselte im Januar 2007 in die Schweiz zum FC Thun. Im Juli 2008 absolvierte er ein Probetraining beim VfB Stuttgart. Der VfB entschied sich jedoch nach einer Woche, Nyman nicht zu verpflichten. Nachdem der FC Thun zur Saison 2008/09 in die zweithöchste Spielklasse der Schweiz Challenge League abgestiegen war, war Nyman einer von fünf Spielern, die einfach zu teuer waren. Er kehrte zurück zu seinem Heimatverein und spielt dort bis zum Karriereende 2018. Insgesamt absolvierte Nymann in seiner Laufbahn 474 Pflichtspiele für Inter Turku und erzielte dabei sechs Treffer. In der ewigen Rangliste der meisten Spiele in der Veikkausliiga steht Nyman mit 406 Partien auf dem dritten Platz.

## Erfolge
- Finnischer Pokalsieger: 2009, 2018